# FK Senica
FK Senica je slovački nogometni klub iz grada Senice. Trenutačno se ne natječe u nijednom rangu slovačkog nogometa zbog gubitka licence.

## Europski nastupi
| Sezona    | Natjecanje         | Kolo | Klub              | Domaćin | Gost | Ukupno |
| --------- | ------------------ | ---- | ----------------- | ------- | ---- | ------ |
| 2011./12. | UEFA Europska liga | 3.   | Red Bull Salzburg | 0:3     | 0:1  | 0:4    |
| 2012./13. | UEFA Europska liga | 1.   | MTK               | 2:1     | 1:1  | 3:2    |
| 2012./13. | UEFA Europska liga | 2.   | APOEL             | 0:1     | 0:2  | 0:3    |
| 2013./14. | UEFA Europska liga | 2.   | Mladost Podgorica | 0:1     | 2:2  | 2:3    |

## Vanjske poveznice
- Službene stranice  Arhivirana inačica izvorne stranice od 5. svibnja 2012. (Wayback Machine)